# NGC 957
NGC 957 est un très jeune amas ouvert situé dans la constellation de Persée. Il a été découvert par l'astronome britannique John Herschel en 1831.
Le site WEBDA consacré aux amas ouverts indique Log Age = 7,042, ce qui correspond à un âge de 11 millions d'années. 
Selon la classification des amas ouverts de Robert Trumpler, NGC 957 renferme moins de 50 étoiles (lettre p) dont la concentration est moyennement faible (III) et dont les magnitudes se répartissent sur un intervalle moyen (le chiffre 2).

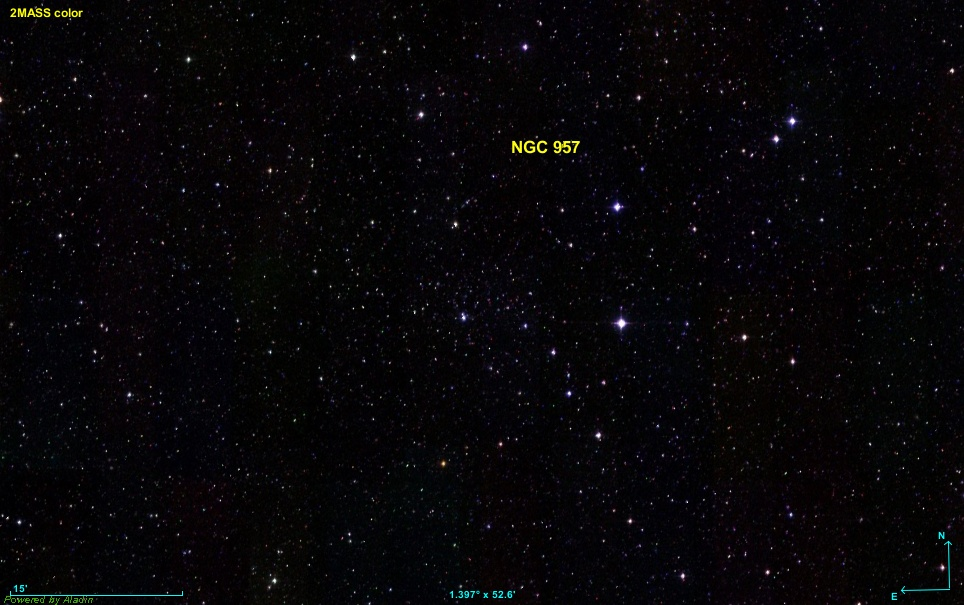
L'amas NGC 957 dans le domaine de l'infrarouge. (2MASS)